# Редьковка (Черниговский район)
Ре́дьковка (укр. Ре́дьківка) — село Черниговского района Черниговской области Украины, центр сельского Совета. Население 385 человек.
Код КОАТУУ: 7425587401. Почтовый индекс: 15518. Телефонный код: +380 462.

## История
Новое село было построено в период 1991—1992 года непосредственно западнее села Кошевка для переселенцев из одноименного села Репкинского района, которое находится в «зоне безусловного отселения» в связи с аварией на ЧАЭС.
Решением Черниговского областного совета от 30.03.1993 года в селе был создан Редьковский сельсовет.

## Власть
Орган местного самоуправления — Редьковский сельский совет. Почтовый адрес: 15518, Черниговская обл., Черниговский р-н, с. Редьковка, ул. Процка, 12.

## Галерея

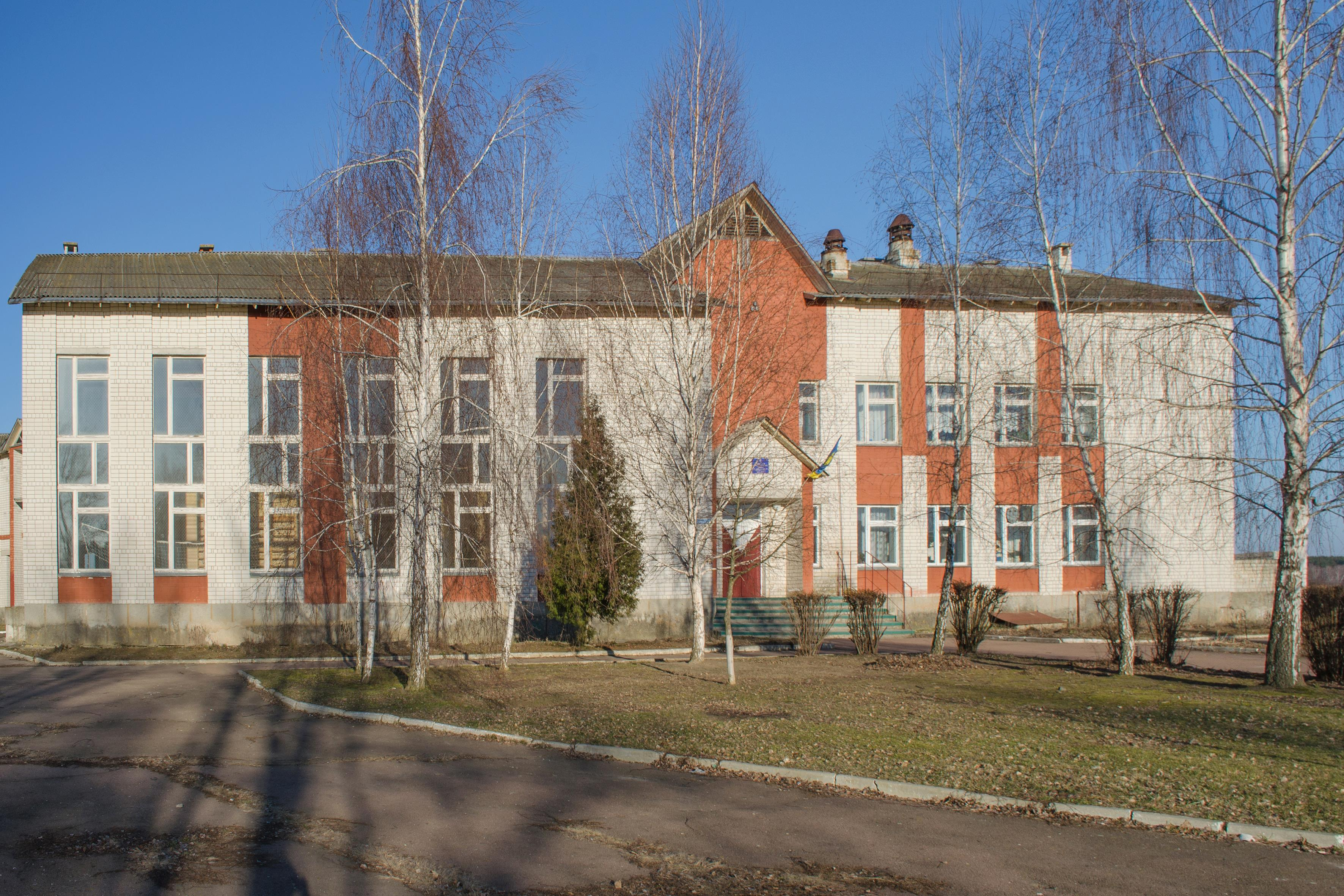
Школа
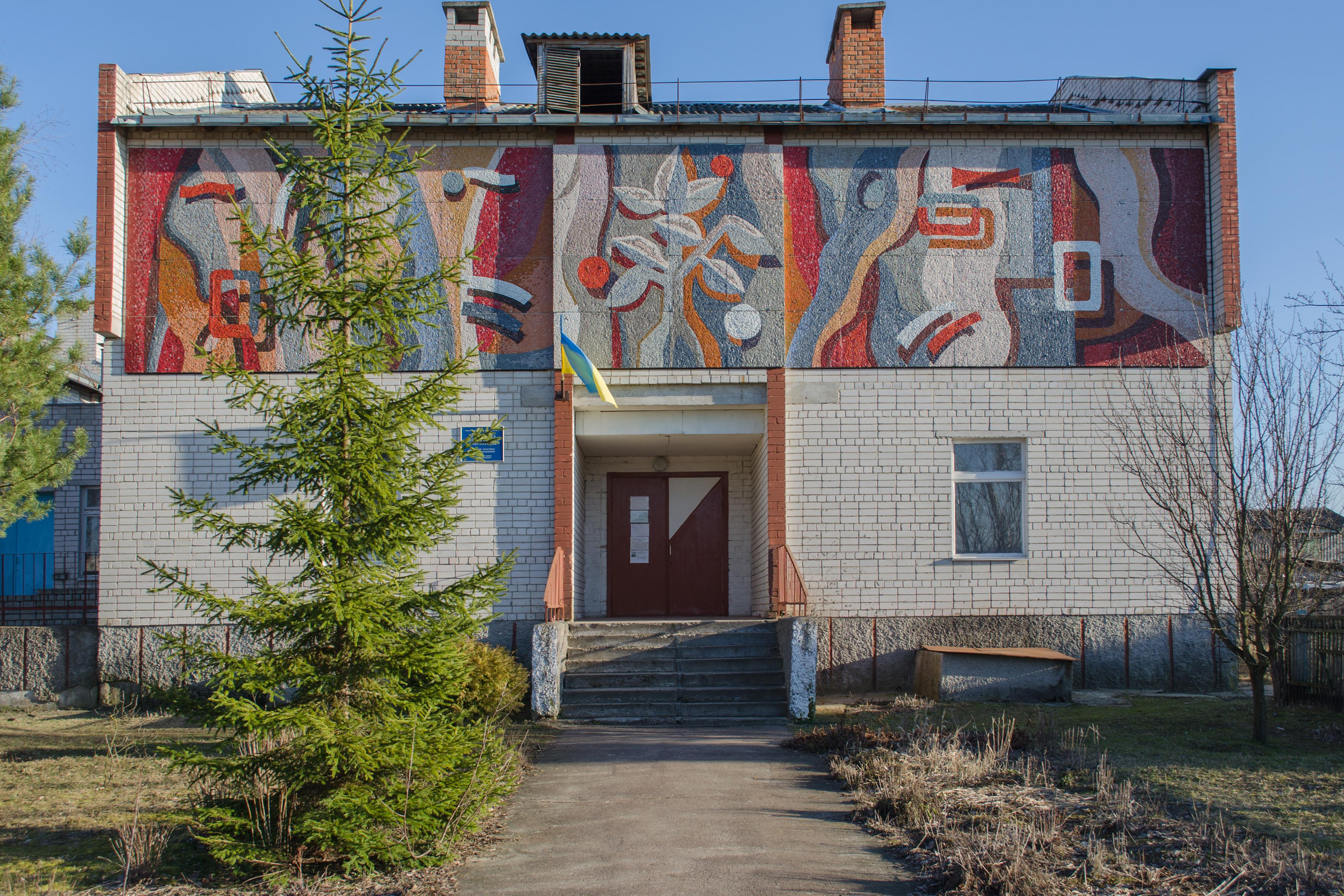
Амбулатория
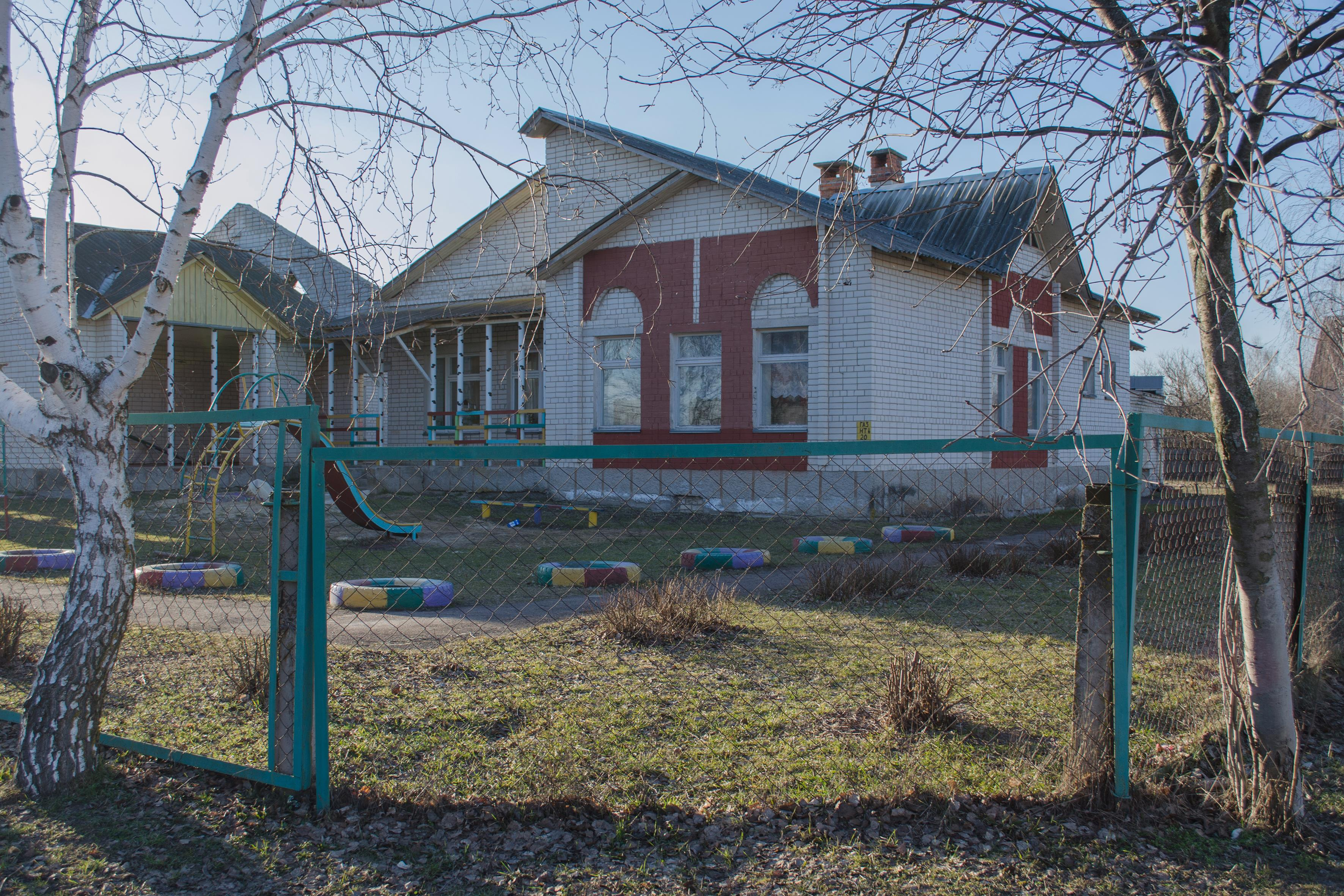
Детский сад
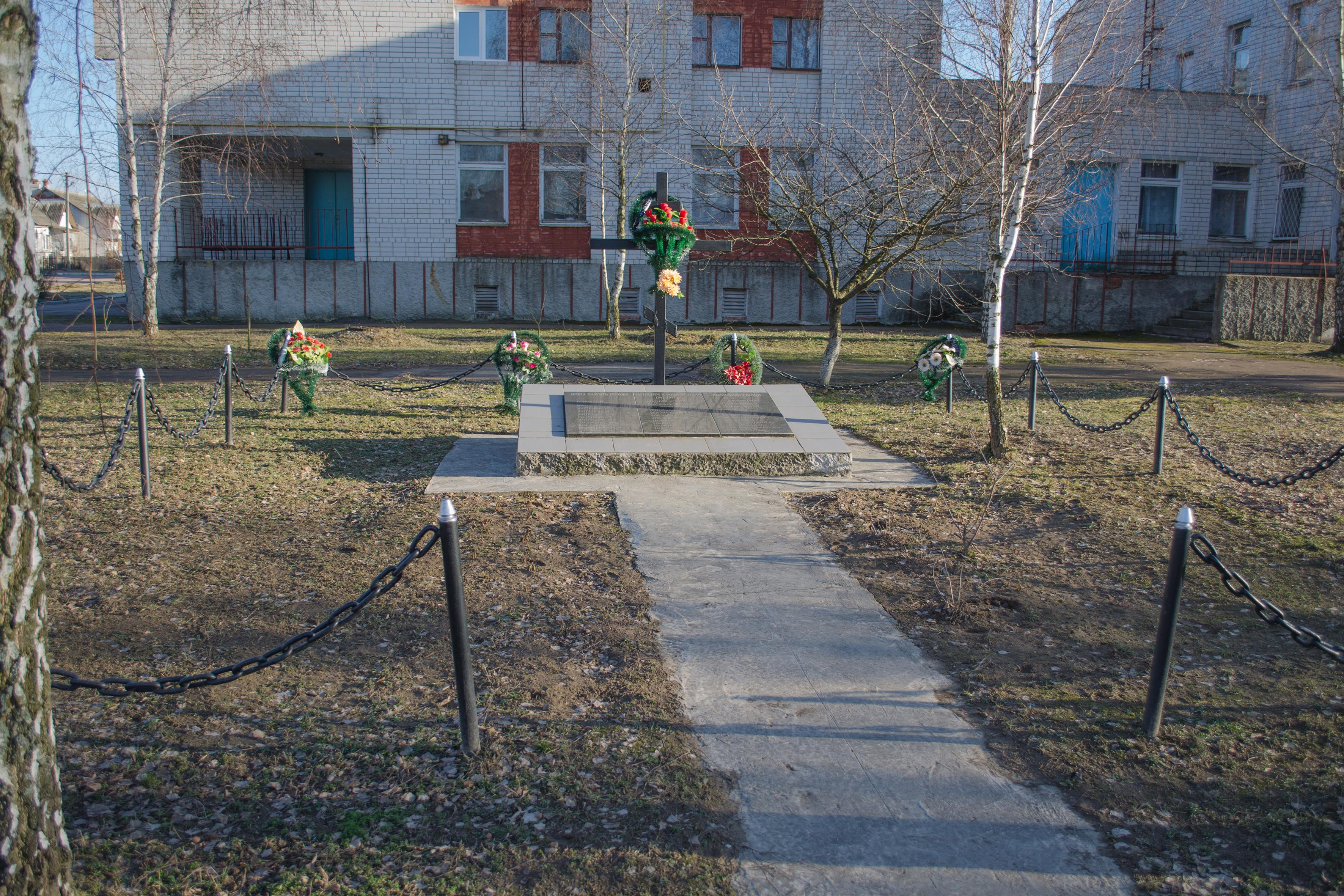
Памятник жертвам Великой Отечественной войны
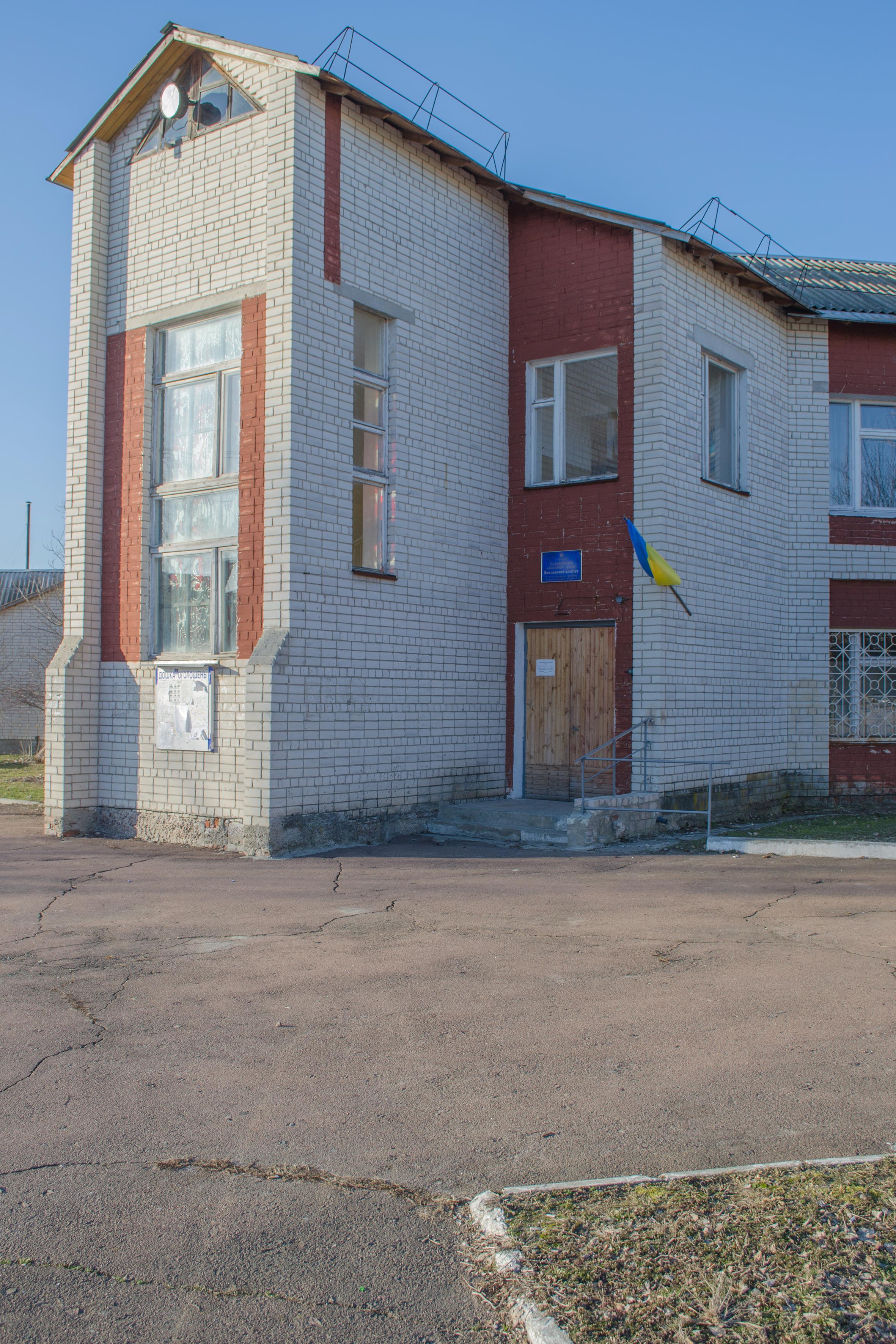
Сельсовет
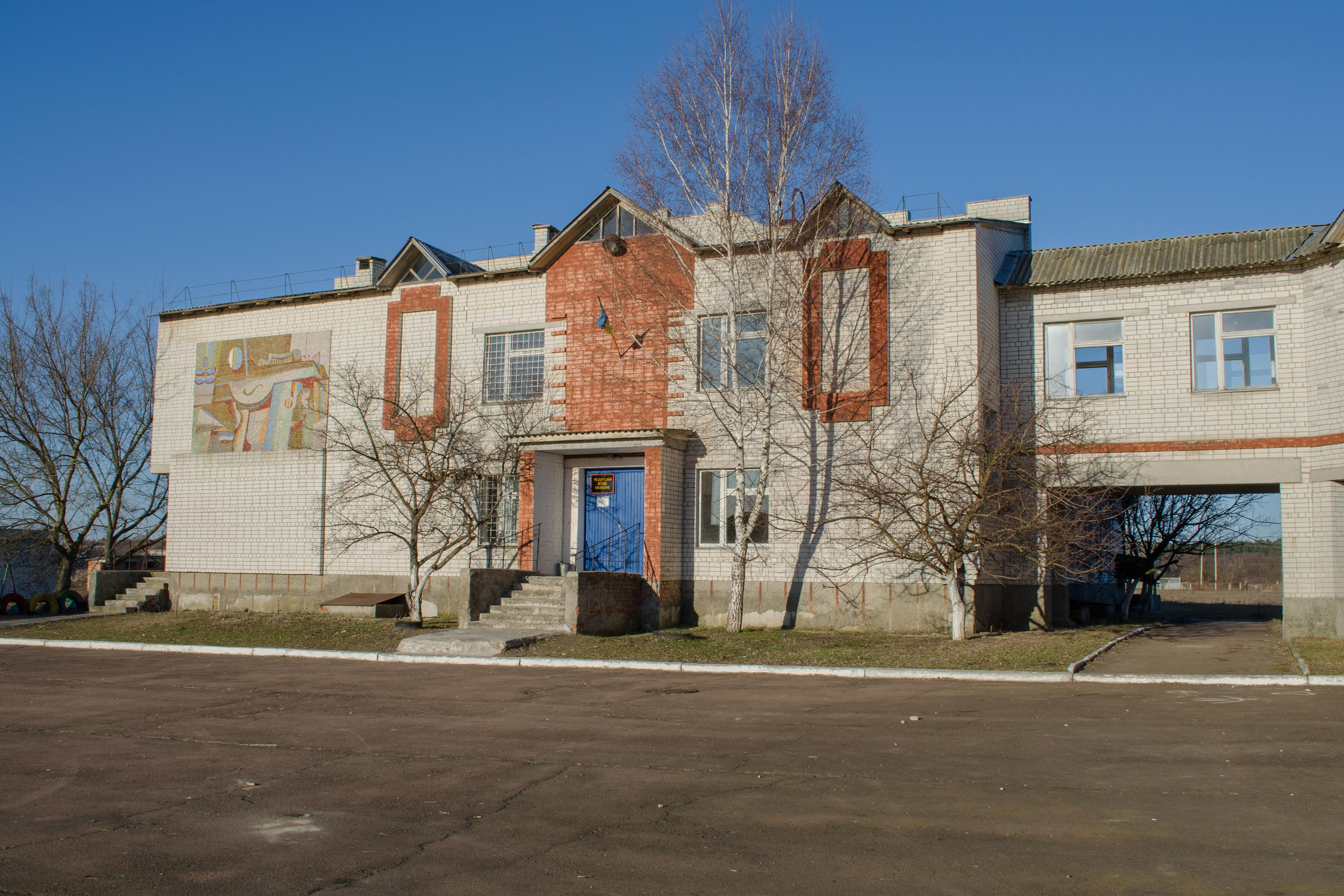
Клуб-библиотека
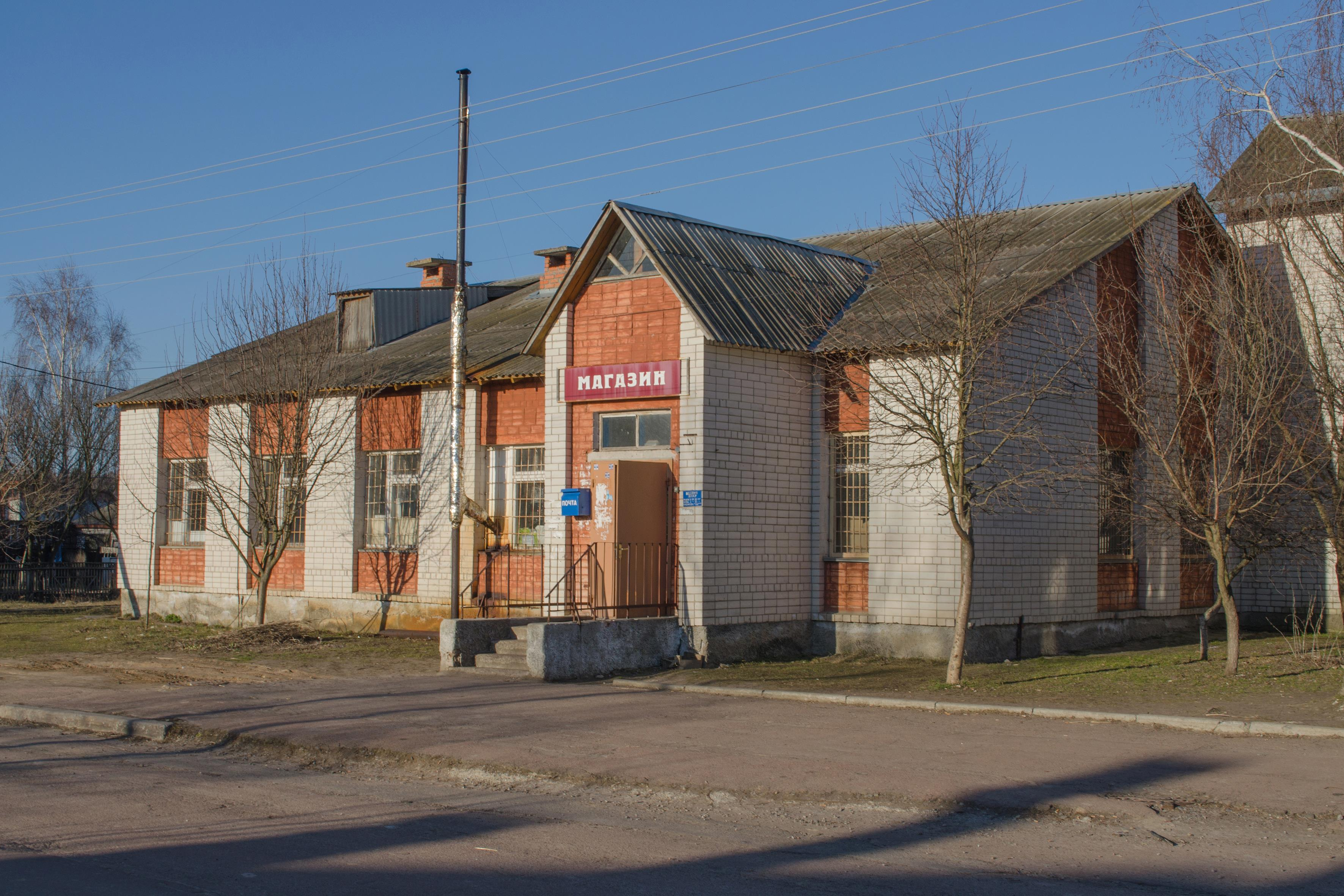
Магазин